# Николина Щерева
Николина Павлова Щерева e бивша българска лекоатлетка.
Тя е сред най-добрите състезателки на средни разстояния – 800 и 1500 метра. Тя е най-известна със своя сребърен медал на Олимпийските игри през 1976 г. в Монреал, златен медал за Световната купа през 1979 г., 2 златни медала на Европейските първенства в зала (1976 и 1979) и бронзов медал от Европейското първенство в зала през 1981 г. – всички на 800 м. В България тя печели 14 национални титли на открито и 7 на закрито и е все още национална рекордьорка на 800 метра.

## Международна кариера
Родена е на 21 януари 1955 г. в гр. София. Състезава се в спортен клуб ЦСКА „Септемврийско знаме“. През 1970-те и 1980-те години тя се профилира в Eвропейските първенства в зала. Завършва шеста на шампионата през 1975 г. с време 2:20,3 минути . На следващото първенство през 1976 г. в Мюнхен при силна българска конкуренция в борбата за медали Николина Щерева става европейска шампионка в зала с време 2:02,2 мин. – само с 0,4 секунди пред друга известна българска атлетка – Лиляна Томова, която печели сребърния медал, а след бронзовата медалистка Жизела Клейн четвъртото място заема третата българка Иванка Бонова.  Щерева печели друг златен медал на Eвропейското първенство в зала през 1979 г. с 0,3 сек. пред германката Анита Вайс, и финишира шеста през 1982 г. в Милано. Тя печели отново златен медал на 800 метра на финала за Световната купа през 1979 г. с време 2:20,52 мин.
Николина Щерева печели своите медали на Eвропейските първенства в зала през 1976 и 1979 г. като част от силната традиция на българките на 800 метра, които печелят медали на шампионатите през 1972, 1973, 1975, 1976, 1977, 1978 и 1979 г. Oсвен Щерева, медали взимат Светла Златева (1972), Стефка Йорданова (1973), Росица Пехливанова (1975), Лиляна Томова (1976) и Тотка Петрова (1977, 1978).
Щерева участва на Олимпийските игри през 1976 г. в Монреал и 1980 г. в Москва. Постига добри времена на 800 и 1500 метра. В Монреал тя стартира в началните състезания и финишира втора с 2:01,02 мин., после втора на полуфинала с 1:57,35 мин. На финала печели сребърен медал след рускинята Татяна Казанкина (златен) и пред бронзовата медалистка Елфи Цин (ГДР). Казанкина постига 1:55,42 мин., Щерева – 1:54,94 мин., Цин 1:55,60, Анита Вайс 1:55,74, Стиркина 1:56.44, Светла Златева 1:57.21. Първите четири бегачки подобряват тогавъшния световен рекорд на Валентина Герасимова 1:56 мин. от юни същата година.  На същата Олимпиада на 1500 м Щерева се класира за финала след като заема 4-то място в сериите и второ на полуфинала с 4:02,33 мин. На финала тя финишира четвърта с 4:06,57 минути, само с 0,48 повече от времето за бронзов медал.,

Николина Щерева е първата лекоатлетка от България, която участва на финала на две дисциплини в една Олимпиада – Монреал 1976 (втората българка е Ивет Лалова на 100 и 200 м в Атина, 2004).
На Олимпийските игри през 1980 г. Щерева постига почти еднакви времена в трите бягания: в първия кръг 1:58,83 минути и финишира трета, на полуфинала е четвърта с 1:58,87, а на финала с 1:58,71 мин. финишира седма. На 1500 м тя има време 4:08,25 минути в първия кръг, по-добро от същия кръг на предишната олимпиада през 1976 г., но недостатъчно за по-нататъшно класиране. По-късно тя финишира седма на финала на Европейското първенство през 1982 г.
Голямото натоварване се отразява на нормалното функциониране на краката ѝ. Има проблем с глезена от чести травми още на младини. Ахилесовото ѝ сухожилие често се възпалява и не може да тренира по 1-2 месеца. Завръща се на пистата по-рано, но отново се възпалява. От всичко това се получават сраствания. През 1983 г. оперира сухожилието си в Хелзинки при известния тогава проф. Пеотокалио. 

## Национални титли
Николина Щерева е шампионка на България на 400 метра през 1974 г., на 800 м през 1974, 1976, 1979, 1981, 1982, 1985, 1986, 1988 и 1989, на 1500 м през 1980, 1985 и 1986 и на 10 000 м през 1986 г. На 800 метра тя притежава сегашния национален рекорд 1:57,2 мин. от 1979 г. След Щерева хегемонията на 800 м взима Петя Страшилова, която пчели всяка година между 1990 и 1998 без 1996. Щерева става също шампионка на България на 800 м в зала през 1974, 1976, 1979, 1980 и 1987 г., на 1500 м през 1976 и 1987 и на 3000 м през 1986. Тя поставя републикански рекорди и в трите дисциплини – 2:01,10 мин., 4:09,80 и 9:06,61 минути съответно; последните два са подобрени през 2000 г. от Даниела Йорданова с времена 4:08,53 и 8:52,90 минути съответно.

## Лични рекорди
Времената, постигнати от Щерева на Олимпиадата през 1976 г. – 1:55,42 мин. на 800 метра и 4:02,33 мин. на 1500 метра, са нейните лични рекорди. Тя още притежава националния рекорд на България на 800 метра. Освен това има време 2:33,8 мин. на 1000 м, постигнато през юли 1976 г. в София, 4:30,26 мин. на 1 миля от юни 1988 в Братислава, 9:00,38 мин. на 3000 м от август 1978 в Солун, и 15:37,49 мин на 5000 м от май 1985 в Будапеща.

## Семейство
Първият съпруг на Николина е Валентин Николов, бивш треньор на националния ни отбор по фехтовка. Имат син Юлиан. Когато той е на 13 години, баща му емигрира в САЩ заедно с фехтовачите братята Васил и Христо Етрополски. Николина се разделя със съпруга си когато е на 23 години, а причината е друг голям наш шампион – най-добрият ни състезател в овчарския скок Атанас Търев, с когото имат 10-годишна връзка. Вече 8 години има нов мъж до себе си. Повечето време двамата живеят в къща край София.

## След спорта
След приключване на спортната си кариера през 1990 г. Николина Щерева смята да работи като треньор, но нейният любим клуб ЦСКА е в разпад, а във федерацията също не се намира място. Стагнация за преподавателска позиция има и в тогавашния ВИФ. Тя опитва от доста неща в живота, за известен период даже заминава да живее в чужбина. Отказва да остане живее при сина си в Маями (САЩ). Живее в Гърция повече от 2 години и работи като треньор в популярния клуб ПАОК. След завръщането си шампионката става учителка по физкултура в Гимназията по телекомуникации в София. Участва на спортни състезания като съдия на времеизмерването. 